# Garngraffiti
Garngraffiti (også yarnbombing, guerillastrik eller gadestrik) er en slags gadekunst, hvor udendørs objekter bliver belagt med farverig strik eller hækling.

## Metode og motivation
Garngraffiti kan holde i mange år men anses for at være en midlertidig installation i by- eller nærmiljøet. Modsat andre former for graffiti, så kan garngraffiti let fjernes igen hvis nødvendigt. Ofte beklædes vejskilte, træer, cykler og lignende.
Mens andre former for graffiti ofte er udtryksfulde, dekorative, territoriale socio-politiske kommentar eller vandalisme, så handlede garngraffiti i begyndelse mest om puste liv og varme i kolde og grå bymiljøer.

## Garngraffiti i Danmark
Der er flere eksempler på garngraffiti i Danmark: En gruppe kvinder i Frederiksværk beklædte i 2012 træer med strik. Strikkede grankogler og beklædte træer på Kultorvet i København i 2012. I juni 2012 afholdt Frederiksberg Hovedbibliotek "World Wide Knit in Public" som social begivenhed, hvor besøgende kunne være med til at strikke klæder, der senere skulle sættes op i kommunen.

### Garngraffiti og kriminalitet
Teknisk set er garngraffiti vandalisme og derfor ulovligt i Danmark, men efterforskes eller retsforfølges sjældent. Som kuriosum bragte Ekstra Bladet i 2013 en artikel omhandlende garngraffiti, der var blevet stjålet, men artiklen nævnte ikke, at selve installationen givetvis også var ulovlig.